# Haruka (énekes)
Haruka (Tokió, 1988. november 12. –) japán énekesnő, dalszerző és gitáros.

## Élete
A Tokióban született és nevelkedett énekesnő a középiskolában kezdett el rockzenét hallgatni és ekkor döntötte el, hogy zenész lesz. 2008-ban a Pony Canyon kiadó által megjelentette első kislemezét, a Mune ni kibó vót. A dal a Blue Dragon című animesorozat főcímdala lett. 2008 márciusában megjelentette második kislemezét, a Kimi no mikatát. Mivel az énekesnőnek és a kiadójának más elképzelései voltak a dalszövegekkel és a zene stílusával kapcsolatban, Haruka úgy döntött, megválik a kiadótól. Öt év csend után, 2013-ban tért vissza a zeneiparba saját kiadójával, a Club Disorderrel az oldalán, mely által kiadta első nagyalbumát, az Anthemst. Mivel fiatalkorában pár évet Ausztráliában tartózkodott, folyékonyan beszél angolul. Haruka franciául is kiválóan beszél, pár interjúját franciául válaszolta meg.
2014 októberében megtartotta első koncertjét Magyarországon, a budapesti MondoConon. Körülbelül 2000 ember jött el a koncertjére.
16 évesen már dolgozott dalszövegíróként, mielőtt 19 évesen kiadta első albumát, a Mune ni kibó vót. Két dalt írt Aina első kislemezére, aki szintén egy japán énekesnő.

## Diszkográfia
- 2008 Mune ni kibó vo (kislemez)
- 2008 Kimi no mikata (kislemez)
- 2013 Hymns to My Soul (középlemez, 5 dal)
- 2014 Anthems (album, 10 dal)